# Zdzisław Skakuj
Zdzisław Skakuj (ur. 14 stycznia 1932 w Księżomierzy) – polski inżynier mechanik i polityk, poseł na Sejm PRL IX kadencji.

## Życiorys
Syn Antoniego i Jadwigi. Od 1954 był asystentem na Politechnice Poznańskiej, gdzie w 1956 uzyskał tytuł zawodowy magistra inżyniera mechaniki. Od 1959 do 1962 pracował w Stoczni Gdańskiej im. Lenina, następnie w Zakładach Przemysłu Metalowego H. Cegielski w Poznaniu. W latach 1969–1974 był kierownikiem budowy siłowni okrętowych H. Cegielski w Indiach, po czym został specjalistą ds. eksportu w Biurze Handlu Zagranicznego H. Cegielski.
W latach 1950–1956 należał do Związku Młodzieży Polskiej, w okresie 1948–1980 do Związku Zawodowego Metalowców, w latach 1980–1981 Niezależnego Samorządnego Związku Zawodowego„Solidarność”, a od 1984 do NSZZ Pracowników H. Cegielski. Był członkiem Komitetu Wykonawczego Rady Wojewódzkiej Patriotycznego Ruch Odrodzenia Narodowego w Poznaniu. W latach 1985–1989 pełnił mandat posła na Sejm PRL IX kadencji w okręgu Poznań Nowe Miasto jako bezpartyjny, zasiadając w Komisji Współpracy Gospodarczej z Zagranicą. W latach 1989–1990 kierował Agencją do Spraw Inwestycji Zagranicznych.